# Astragalus crinitus
Astragalus crinitus es una especie de planta del género Astragalus, de la familia de las leguminosas, orden Fabales.

## Distribución
Astragalus crinitus se distribuye por Turquía.

## Taxonomía
Fue descrita científicamente por Boiss. Fue publicada en Diagn. Pl. Orient. 2: 55 (1843).